# 弗拉西尼
弗拉西尼（法語：Flassigny，法語發音：[flasiɲi]）是法国默兹省的一个市镇，属于凡尔登区。

## 地理
弗拉西尼（49°28'24"N, 5°26'27"E）面积6.66 平方千米，位于法国大東部大區默兹省，该省份为法国西北部内陆省份，北与比利时接壤，西接马恩省和阿登省，南至上马恩省和孚日省，东临默尔特-摩泽尔省。
与弗拉西尼接壤的市镇（或旧市镇、城区）包括：奥特、马尔维尔、伊雷勒塞克、维莱勒龙、奥坦河畔巴泽耶、沃洛讷。

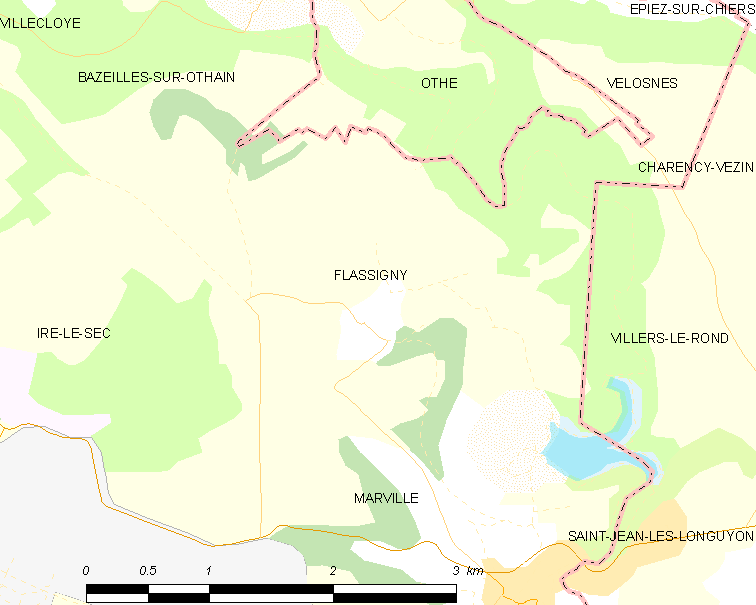
弗拉西尼的OSM定位图

弗拉西尼的时区为UTC+01:00、UTC+02:00（夏令时）。

## 行政
弗拉西尼的邮政编码为55600，INSEE市镇编码为55188。

## 政治
弗拉西尼所属的省级选区为蒙梅迪县。

## 人口

1962-2008年间弗拉西尼人口变化图示

弗拉西尼于2022年1月1日时的人口数量为45人。